# 멜론 (온라인 음악 서비스)
멜론(영어: Melon)은 대한민국의 유료 디지털 음원 스트리밍 서비스 사이트이며, 카카오엔터테인먼트에서 운영한다. 음악 차트 서비스 또한 제공하고 있다. 음악 프로그램인 KBS2《뮤직뱅크》에서 가상 및 간접 광고를 적용하고 있다.

## 연혁
2004년 11월, SK텔레콤에서 설립하였다. 그리고 2008년 12월, SK텔레콤에 인수되어 자회사였던 로엔엔터테인먼트에 운영권을 넘겼다. 이후, 2013년 8월 로엔엔터테인먼트가 스타인베스트에 매각되었다.
2016년 1월, 카카오가 로엔엔터테인먼트측의 지분 76.4%를 1.9조에 인수했다. 인수 때 카카오가 SK측 로엔엔터테인먼트 지분도 흡수했으나 대신 SK가 카카오의 지분을 받아갔다. 이후 로엔엔터테인먼트는 2018년 3월 사명을 카카오엠으로 변경하였고, 같은 해 9월부터는 카카오가 카카오엠을 합병하며 카카오가 멜론을 직접 운영하게 되었다. 인터넷전문은행 컨소시엄 중 하나인 카카오 컨소시엄에 인수 몇 달 전부터 참가하였는데, 이것이 인연이 되어 아예 카카오에 인수되는 결정까지 할 수 있었던 것으로 보인다.
이후, 2021년 7월 1일에 자회사 형태인 멜론컴퍼니로 독립하게 된다. 대표는 카카오엔터테인먼트 공동대표 중 한 명인 이진수가 겸임한다.
2021년 9월, 다시 카카오엔터테인먼트와 합병했다.

## 같이 보기
- SK텔레콤
- 카카오엠
- 애플 뮤직
- 타이달
- 아이튠즈
- 카카오뮤직
- 멜론 뮤직 어워드